# Eddie Vinson
Pour les articles homonymes, voir Vinson.
Eddie "Cleanhead" Vinson (8 décembre 1917 - 2 juillet 1988) est un saxophoniste alto et chanteur américain. Il jouait notamment du jazz, du blues et du R&B. Son surnom Cleanhead lui fut donné après que ses cheveux eurent été détruits par un gel mélangé avec de la soude. 

## Carrière
Vers la fin des années 1930, il faisait partie de la section des vents dans l'orchestre de Milton Larkin aux côtés de Arnett Cobb et d'Illinois Jacquet. Il quitte l'orchestre en 1941 et commence à chanter en tournée aux côtés de Big Bill Broonzy. Il déménage ensuite pour New York où il rejoint l'orchestre de Cootie Williams en 1942. Il y restera jusqu'en 1945 et enregistrera des classiques comme "Cherry Red". En quittant la formation de Cootie Williams, Eddie Vinson monte son propre orchestre et signe un contrat avec Mercury Records, il rencontre très rapidement un grand succès notamment avec "Old Maid Boogie" et ce qui deviendra sa marque de fabrique: "Kidney Stew Blues".
Les tendances jazzy d'Eddie Vinson furent probablement grandement influencées entre 1952 et 1953 lorsque sa formation comptait dans ses rangs un jeune saxophoniste nommée John Coltrane. Vers la fin des années 1960, il part en tournée avec Jay McShann, puis au début des années 1970 il s'installe à Los Angeles et travaille avec la revue de Johnny Otis. Il fait une sorte de "come back" au festival de jazz de Monterey en 1970 puis travaille avec Count Basie, Johnny Otis, Roomful of Blues, Arnett Cobb, et Buddy Tate. Durant toutes ses années il continue de composer, notamment: "Tune Up" et "Four" qui furent toutes deux attribuées à Miles Davis par erreur.
Eddie Vinson a beaucoup enregistré tout au long de sa carrière longue de cinquante ans et a joué aux États-Unis et en Europe.

## Discographie sélective
| Année | Titre                                   | Notes                    | Genre                       | Label        |
| ----- | --------------------------------------- | ------------------------ | --------------------------- | ------------ |
| 1961  | Cleanhead & Cannonball                  | avec Cannonball Adderley | Jazz                        | Milestone    |
| 1961  | Backdoor Blues                          | avec Cannonball Adderley | Blues                       | Fantasy      |
| 1967  | Cherry Red                              |                          | Jump Blues, R&B, Swing Jazz | ABC Bluesway |
| 1986  | The Late Show                           | Live avec Etta James     | Blues                       | Fantasy      |
| 1999  | Cleanhead Blues: 1945-1947              | Import                   | Blues                       | Camden/Wave  |
| 2006  | Honk for Texas                          |                          | Blues                       | JSP          |
| 2007  | Blues, Boogie & Bebop - Meat's Too High |                          | Various                     | JSP          |